# Чеснава (деревня)
Чеснава — деревня в Некоузском районе Ярославской области. Входит в состав Веретейского сельского поселения.

## История
В 1968 г. указом президиума ВС РСФСР поселок при Некоузском льнозаводе переименован в Чеснава.

## Население
| 2007 | 2010 |
| ---- | ---- |
| 15   | ↘11  |